# مک‌دانل ۹۱۵۹
سیارک ۹۱۵۹ (به انگلیسی: 9159 McDonnell، نامگذاری:1984UD3) نه هزار و صد و پنجاه و نهمین سیارک کشف شده‌است که در ۲۶ اکتبر ۱۹۸۴ کشف شد.
قدر مطلق سیارک برابر ۱۴٫۳۰ است.